# Æreslegionen
Æreslegionen (fransk: Légion d'honneur) er en fransk fortjenestesorden indstiftet af førstekonsul Napoleon i den franske republik 19. maj 1802. Tanken var at skabe en æresbevisning til erstatning for de kongelige ordener og æresbevisninger, der blev ophævet i 1791 efter revolutionen. Æreslegionen har overlevet alle republikker og kejserdømmer og uddeles fortsat af den franske stat. Republikken Frankrigs præsident er ordenens stormester.

## Modtagere
Som riddere udnævnes personer, der har tjent det offentlige eller erhvervslivet i mindst 20 år og har ydet en ekstraordinær indsats. Som officer skal man have tjent i otte år som ridder og have ydet endnu mere. Hvis man tjener som officer i fem år og igen yder noget ekstraordinært, bliver man udnævnt til kommandør.
Oprindeligt blev ordenen kun uddelt til mænd, før den i 1851 for første gang tildeltes en kvinde: Marie-Angélique Duchemin, som havde gjort en usædvanlig og heltemodig karriere i den franske hær.
Ordenen tildeles ikke kun til personer, men også til byer og militærenheder. Byerne, der har modtaget ordenen, har ofte ydet en indsats i forbindelse med Frankrigs deltagelse i de to verdenskrige. Byer er også dekoreret før 1914.
I alt har 65 franske og fem udenlandske byer i (2012) modtaget ordenen. Ligeledes har 47 regimenter i det franske forsvar modtaget den.
Ordenen uddeles tre gange om året: 1. januar, til påske og den 14. juli.
Kong Frederik og Dronning Mary modtog Storkorset af Æreslegionen under deres statsbesøg den 31. marts 2025. Ordenen blev overrakt af præsident Emmanuel Macron.